# Kristjani
Kristjani so ljudje, ki sledijo krščanstvu ali se ga držijo, monoteistična abrahamska religija, ki temelji na življenju in učenju Jezusa Kristusa. Besedi kristus in kristjan izhajata iz grškega kojne naslova Christós (Χριστός), prevod biblijskega hebrejskega izraza mashiach (מָשִׁיחַ).
Čeprav obstajajo različne interpretacije krščanstva, ki se včasih spopadajo, so združeni v prepričanju, da ima Jezus edinstven pomen.
Izraz kristjan, ki se uporablja kot pridevnik, opisuje vse, kar je povezano s krščanstvom ali krščanskimi cerkvami ali v pregovornem smislu »vse, kar je plemenito, dobro in podobno Kristusu« in nima pomena 'Kristusov' ali 'povezan s Kristusom'.
Po raziskavi raziskovalnega centra Pew iz leta 2011 je bilo leta 2010 po vsem svetu 2,2 milijarde kristjanov, v primerjavi s približno 600 milijoni leta 1910. Do leta 2050 naj bi krščansko prebivalstvo preseglo 3 milijarde. Po raziskavi raziskovalnega centra Pew iz leta 2012 bo krščanstvo ostalo največja religija na svetu tudi leta 2050, če se bodo trenutni trendi nadaljevali.
Danes približno 37 % vseh kristjanov živi v Ameriki, približno 26 % jih živi v Evropi, 24 % jih živi v podsaharski Afriki, približno 13 % v Aziji in na Tihem oceanu ter 1 % na Bližnjem vzhodu in Severni Afriki. Približno polovica vseh kristjanov po svetu je katoličanov, več kot tretjina pa je protestantov (37 %). Pravoslavna obhajila predstavljajo 12 % kristjanov na svetu. Ostale krščanske skupine sestavljajo preostanek. Kristjani predstavljajo večino prebivalstva v 158 državah in ozemljih. 280 milijonov kristjanov živi kot manjšina.